# Hockey Club Dynamo Pardubice
Le Hockey Club Dynamo Pardubice est un club de hockey sur glace de la ville de Pardubice en Tchéquie. Il évolue en Extraliga.

## Histoire
Fondé en 1923, le club accède en 1949 à la première division tchécoslovaque. Il n'a jamais été relégué.
En 1973, Pardubice, emmené par Vladimír Martinec, remporte son premier titre de champion de Tchécoslovaquie en battant Jihlava en finale, puis atteint la saison suivante la finale de la Coupe d'Europe mais doit s'incliner contre le CSKA Moscou.
En 1987, grâce notamment au gardien Dominik Hašek, l'équipe remporte un nouveau championnat de Tchécoslovaquie, encore contre Jihlava, puis un autre en 1989, cette fois devant Trenčín, après avoir terminé une nouvelle fois deuxième de la Coupe d'Europe derrière le CSKA Moscou en 1988.
Durant la saison 2004-05, le HC Pardubice gagne son premier championnat en seize ans en battant le HC Hamé Zlín en finale. L'attaquant Milan Hejduk marque le but gagnant du match décisif et Aleš Hemský est élu meilleur joueur des séries. En 2006-07, l'équipe parvient à la finale des séries emmenée par Petr Sýkora mais échoue en six matchs contre les HC Sparta Prague.
Durant la saison 2009-10, le HC Pardubice gagne son deuxième championnat en battant le HC Vítkovice en finale. L'attaquant Radovan Somik marque le but gagnant sur le quatrième match et Dominik Hasek est élu meilleur joueur des séries. 

### Palmarès
Champion de Tchécoslovaquie
- 1973, 1987, 1989

Champion de Tchéquie
- 2005, 2010, 2012.

### Évolution du nom
- 1923 – LTC Pardubice
- 1949 – Sokol Pardubice (après fusion avec le Rapid Pardubice)
- 1950 – Slavia Pardubice
- 1953 – Dynamo Pardubice
- 1960 – Tesla Pardubice
- 1991 – HC Pardubice
- 1995 – HC IB (Investiční banka) Pardubice
- 1997 – HC IPB (Investiční a poštovní banka) Pardubice
- 2002 – HC ČSOB (Československá obchodní banka) Pojišťovna Pardubice
- 2003 – HC Moeller Pardubice
- 2009 – HC Eaton Pardubice
- 2011 – HC ČSOB (Československá obchodní banka) Pojišťovna Pardubice
- 2015 - HC Dynamo Pardubice

### Numéros retirés
| - 3 Martin Čech - 5 Jiří Dolana - 9 Dominik Hašek - 10 Jiří Šejba - 13 Vladimír Martinec - 16 Karel Mach |  | - 17 Bohuslav Šťastný - 20 Vladimír Dvořáček - 20 Jiří Novák - 21 Milan Koďousek - 91 Otakar Janecký |